# Liangguang

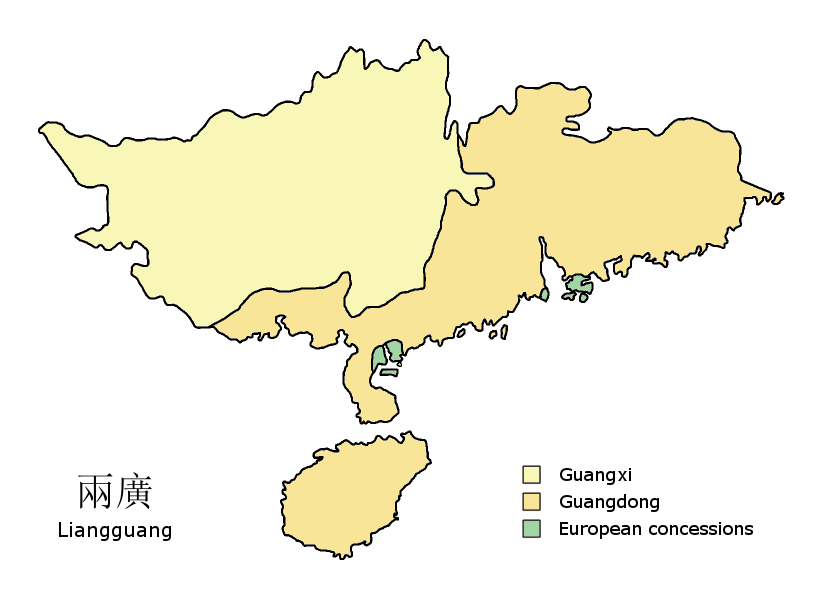
Le province di Guangdong e Guangxi, c. 1900. Da notare che una parte occidentale del Guangdong, a sud del Guangxi, è stata donata al Guangxi per dargli accesso al mare.

Liangguang (兩廣T, 两广S, LiǎngguǎngP, lett. "Le due distese", è un termine cinese utilizzato per indicare complessivamente la provincia del Guangdong e l'ex provincia del Guangxi, oggi regione autonoma. Si riferisce in particolare al vicereame di Liangguang sotto la dinastia Qing, quando il territorio era considerato includere Hainan e Concessioni straniere in Cina: Hong Kong britannico, la francese  Kouang-Tchéou-Wan e il Macao portoghese. Il vicereame di Liangguang esistette dal 1735-1911. 

## Storia
L'area è stata considerata la distesa meridionale della Cina dalla creazione di Guangzhou nel 226. In precedenza, l'area era conosciuta come Nanhai Commanderly.

### Autonomia di Guangxi
Negli anni 1920 e '30, le aree del Guangxi dominate dall'etnia Zhuang aiutarono molto il Partito Comunista Cinese nella guerra civile. Poco dopo la vittoria comunista del 1949, nel 1952 la  Repubblica Popolare Cinese creò una prefettura autonoma di Zhuang nella metà occidentale del Guangxi. Tuttavia, alcuni studiosi del popolo Zhuang non credono che questa decisione sia scaturita da genuine richieste partite da quel gruppo etnico, che costituiva soltanto il 33% dell'intera popolazione della provincia, cosa che sarebbe in contraddizione con quanto affermato dagli studiosi cinesi sul fatto che il popolo Zhuang mantiene chiaramente la sua cultura e il suo stile di vita (cioè lingua, religione, ecc.). Studiosi come George Moseley e Diana Lary sostengono invece che la conversione del Guangxi in una regione autonoma di Zhuang è stata concepita per sventare il sentimento locale contro il Partito Comunista e per distruggere il sentimento pan-Lingnan. Poco dopo, molti cantonesi del governo del Guangxi furono sostituiti da Zhuang e il Guangxi annessa la regione Nanlu del Guangdong, dando così l'accesso al mare alla regione precedentemente priva di sbocchi.  Nel 1958, l'intera provincia venne denominata Guangxi Zhuang e creata regione autonoma.

### Separazione da Hainan
Nel 1988, Hainan fu separata da Guangdong e divenne una provincia autonoma.

### Concessioni straniere

#### Hong Kong
Hong Kong venne data in concessione all'Impero britannico, nel 1841, che la mantenne fino al 1997, quando divenne una regione speciale amministrativa della Cina.

#### Kouang-Tchéou-Wan
Kouang-Tchéou-Wan, anche nota come Zhanjiang, venne data in concessione alla Terza Repubblica francese, nel 1898, e rimase tale fino alla fine della seconda guerra mondiale, nel 1946.

#### Macao
Macao venne concessa all'Impero portoghese, nel 1557, e tornò alla Cina nel 1999, quando venne convertita in regione speciale amministrativa.